# Rhytidoponera flavicornis
Rhytidoponera flavicornis är en myrart som beskrevs av Clark 1936. Rhytidoponera flavicornis ingår i släktet Rhytidoponera och familjen myror. Inga underarter finns listade i Catalogue of Life.